# Jagdschutz (Jagd)
Der Jagdschutz umfasst nach Bestimmung durch das Bundesjagdgesetz und die Jagdgesetze der deutschen Bundesländer den Schutz des Wildes vor Wilderern, Futternot, Wildseuchen, wildernden Hunden und Hauskatzen. Ferner unterliegt dem Jagdschutz die Sorge für die Einhaltung der zum Schutze des Wildes und der Jagd erlassenen Vorschriften. Hierzu zählen unter anderem die Vorschriften über das Ruhen der Jagd (befriedeter Bezirk), über den Jagdschein und die Jagderlaubnis, über die Jagdbeschränkungen in sachlicher, örtlicher und zeitlicher Hinsicht und über die besonderen Pflichten bei der Jagdausübung.
Verpflichtet zum und zuständig für den Jagdschutz sind neben der Polizei auch die von der zuständigen Jagdbehörde bestätigten Jagdaufseher und die Jagdausübungsberechtigten selbst, sofern sie einen gültigen Jagdschein besitzen. Die bestätigten Jagdaufseher, die als Berufsjäger oder forstlich ausgebildet sind, haben in Angelegenheiten des Jagdschutzes die Befugnisse und Pflichten der Polizeibeamten und sind Ermittlungsperson der Staatsanwaltschaft (§ 25 Abs. 2 BJagdG). Sie sind dann unter den jeweiligen Voraussetzungen etwa berechtigt, Personen anzuhalten, Personalien festzustellen oder erlegtes Wild, Waffen, Fanggeräte, Hunde und Frettchen abzunehmen. 

Davon unberührt bleibt das Jedermann zustehende Recht, auf frischer Tat betroffene Tatverdächtige bei Fluchtgefahr oder nicht sofort feststellbarer Identität vorläufig festzunehmen und sich Widerstandshandlungen des (berechtigt) Festgenommenen notfalls mit Gewalt zu erwehren.